# Abu Abbas
Abu Abbas (arab. ‏ابو عباس‎), Muhammad Abbas, właśc. Muhammad Zaidan (ur. 10 grudnia 1948, zm. 9 marca 2004) – palestyński terrorysta, lider Frontu Wyzwolenia Palestyny.

## Życiorys
Urodził się w grudniu 1948 roku w obozie dla uchodźców palestyńskich w Syrii. W trakcie studiów związał się z Ludowym Frontem Wyzwolenia Palestyny – Głównym Dowództwem. W 1976 roku wystąpił z organizacji. Zawiązał odrębną grupę znaną jako Front Wyzwolenia Palestyny. Opowiedział się za sojuszem z OWP i Jasirem Arafatem. W latach 1984–1991 członek Komitetu Wykonawczego OWP. Oskarżany o zainicjowanie porwania włoskiego statku wycieczkowego „MS Achille Lauro” w październiku 1985 roku. Zaocznie skazany na dożywocie przez włoski sąd.
W 1996 roku przeprowadził się do Autonomii Palestyńskiej. W 1998 roku poddał krytyce OWP. Protestował przeciw unieważnieniu artykułów Karty Organizacji Wyzwolenia Palestyny, które nawoływały do zniszczenia Izraela. Ostatnie lata życia spędził na emigracji w Iraku. W 2003 roku zatrzymany w Bagdadzie przez służby Stanów Zjednoczonych (za powiązania z porywaczami „MS Achille Lauro”). Zmarł w więzieniu.